# Axel Bachmann Schiavo

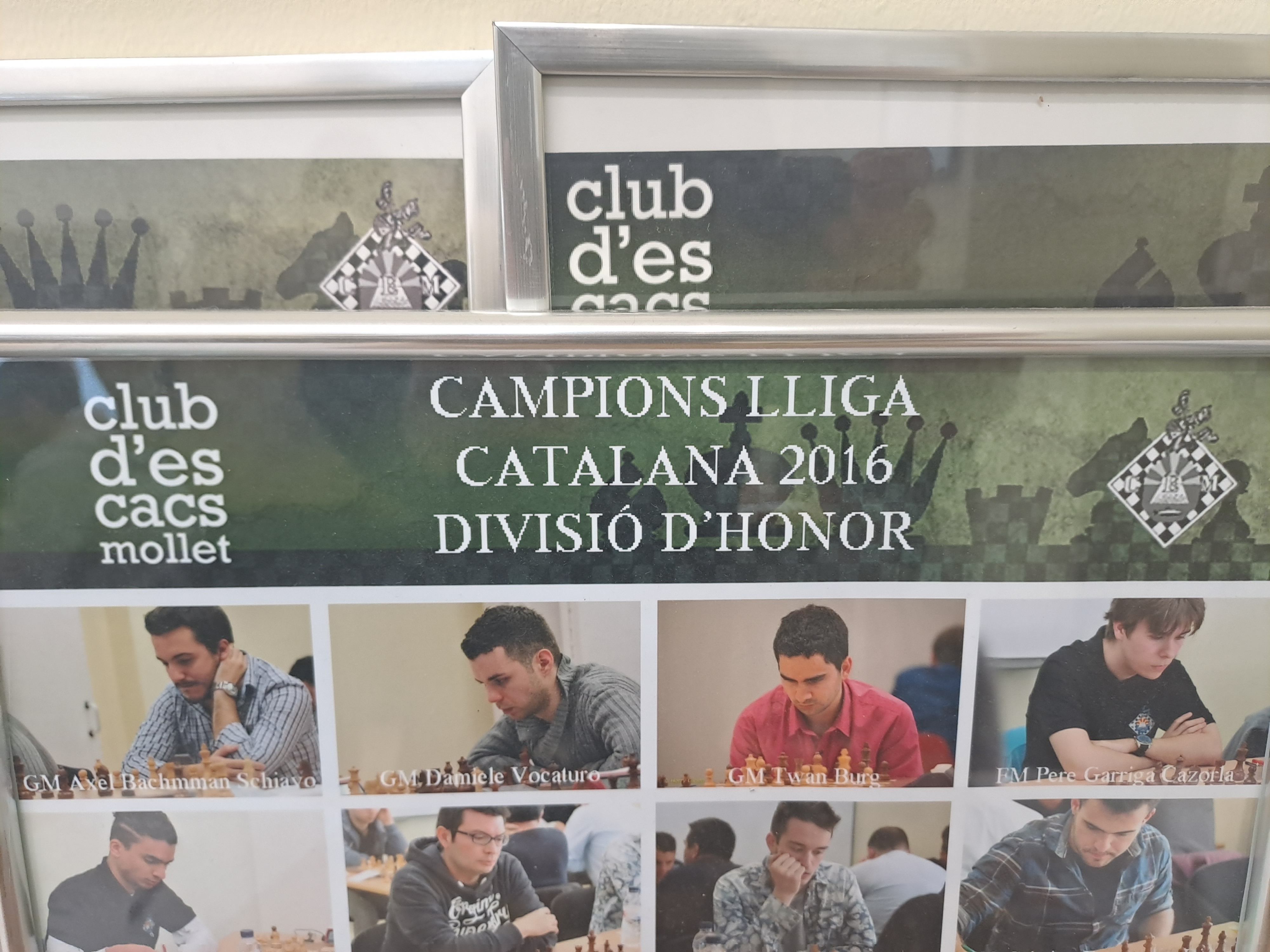
Panell al Club d'Escacs Mollet commemoratiu de la victòria a la Lliga Catalana d'Escacs de 2016. Els quatre primers jugadors són, d'esquerra a dreta, Axel Bachmann, Daniele Vocaturo, Twan Burg, i Pere Garriga

Axel Bachmann Schiavo (Ciudad del Este, 4 de novembre de 1989) és un jugador d'escacs paraguaià que té el títol de Gran Mestre des de 2007. Des de l'octubre de 2014, juga amb el Club Escacs Mollet.
A la llista d'Elo de la FIDE del febrer de 2022, hi tenia un Elo de 2604 punts, cosa que en feia el jugador número 1 (en actiu) del Paraguai, i el número 190 del rànquing mundial. El seu màxim Elo va ser de 2656 punts, a la llista d'agost de 2016.

## Resultats destacats en competició
El 2004 es proclamà campió del Paraguai. El juny de 2005 fou 1r al torneig Pan-Americà Sub-16 a Camboriu, Brasil. El 2007 guanyà el Magistral Mercosur.
El novembre de 2013 fou campió de Paraguai amb 9 punts de 11, mig punt per davant de Neuris Delgado.
El 2014 fou 1r a l'Obert Internacional Rochefort, i pocs dies després, al 30è Obert d'escacs de Capelle la Grande. El maig de 2014 guanyà el Festival Internacional d'escacs de Iași, a Romania, superant Ígor Lissi i Mircea Parligras.
El juny del 2014 guanyà el Golden Sands Open a Bulgària, empatat al primer lloc amb 7 punts amb altres jugadors, però amb millor desempat; el segon fou Tigran L. Petrosian, i el tercer Dragan Solak. Aquesta sèrie de bons resultats li va permetre incrementar el seu Elo fins a estar a les portes d'entrar al top 100 mundial. El juliol de 2014 fou primer en el 5è Campionat Iberoamericà, jugat a Linares, amb 7½ punts de 9, mig punt per davant del peruà Jorge Cori.
El febrer de 2015 fou 3-11 al Festival de Gibaltrar, amb 7½ punts de 10 (el campió fou Hikaru Nakamura). El març de 2015 fou subcampió de la Copa Llatina celebrat a la capital argentina de Buenos Aires, empatat amb 7½ punts de 9 amb el campió Jorge Cori. El juliol de 2015 fou 1r-8è primer a l'Obert d'Arlington als Estats Units, empatat amb altres set Grans Mestres: Ilià Smirin, Rauf Məmmədov, Romain Édouard, Illia Nyjnyk, Aleksandr Lenderman, Aleksandr Ipàtov i Ehsan Ghaem Maghami. L'agost de 2015 fou campió de l'Obert de Figueres amb 7 punts de 9, empatat amb el GM Levan Aroshidze però amb millor desempat. El setembre de 2015 fou campió del primer Obert Colossus (Rhodes, Grècia) en 7 punts de 9, invicte amb cinc victòries i quatre taules. El novembre de 2015 fou tercer en el 6è Campionat Iberoamericà jugat a Bilbao amb 7 punts de 9 (el campió fou Lázaro Bruzón Batista), i fou segon el Magistral de Barcelona de 2015 amb 3 punts de 5, els mateixos punts que Aleksandr Morozévitx però amb pitjor desempat, malgrat la victòria contra amb aquest a la darrera ronda.
El 2016 formà part del primer equip del Club Escacs Mollet que guanyà per primera vegada a la seva història la Divisió d'Honor, la màxima categoria de la Lliga Catalana d'Escacs. El maig del 2016 guanyà el X Obert BPB Limburg, jugat a Maastricht (Països Baixos), amb 6 punt de 7 partides, mig punt davant de cinc perseguidors i després de fer taules a la darrera ronda contra Alexandr Fier. El juliol de 2016 fou campió del Torneig de Filadèlfia amb 7 punts de 9, els mateixos punts que Aleksandr Shimanov però amb millor desempat, repertint-se els dos un premi de 2.250 dòlars cada u. També al juliol de 2016, fou subcampió de l'Obert de Sant Martí destacat amb 7½ punts de 9, a mig punt del campió Sundar M. Shyam. El desembre de 2016 a Asunción fou campió de Paraguai amb 8 punts de 9.

### Participació en olimpíades d'escacs

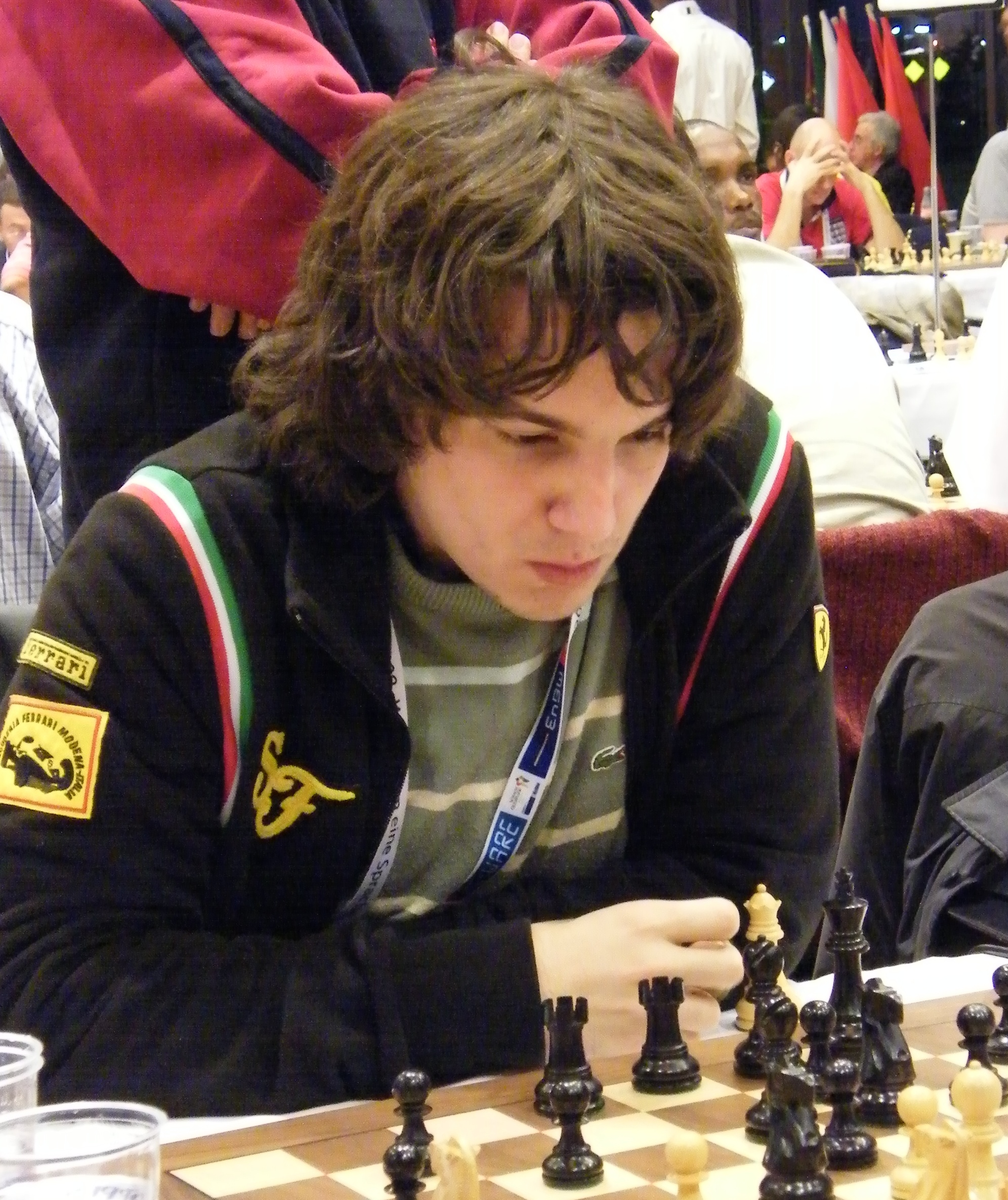
Axel Bachmann a l'Olimpíada de 2008

Bachmann ha participat, representant Paraguai, en cinc Olimpíades d'escacs entre els anys 2004 i 2014, amb un resultat de (+22 =14 –17), per un 54,7% de la puntuació. El seu millor resultat el va fer a les Olimpíada del 2006 en puntuar 8 de 12 (+6 =4 -2), amb el 66,7% de la puntuació, amb una performance de 2473.
- El 2004, al segon tauler a la 36a olimpíada a Calvià(+5 -5 =2)
- El 2006, al tercer tauler a la 37a olimpíada a Torí (+6 -2 =4)
- El 2008, al primer tauler a la 38a olimpíada a Dresden (+4 -4 =2)
- El 2012, al primer tauler a la 40a olimpíada a Estambul (+5 -3 =2).
- El 2014, al primer tauler a la 41a olimpíada a Tromsø (+2 -4 =3).

## Partides notables
- Andrey Vovk vs Axel Bachmann, 2014, obertura Ruy López, defensa Morphy (C78), 0-1
- Axel Bachmann vs Hikaru Nakamura, 2015, obertura Ruy López, Obertura Zukertort: Defensa peó de dama (A06), 1/2-1/2